# Caidul (film din 1960)
Caidul (titlul original: în franceză Le Caïd) este un film francez de comedie polițistă, realizat în 1960 de regizorul Bernard Borderie, după romanul Le Grand Caïd al scriitorului Claude Orval, protagoniști fiind actorii Fernandel, Barbara Laage, Georges Wilson și Marcel Bozzuffi.

## Rezumat
Urmărit de o bandă rivală după un jaf violent, Toni scapă cu aproape treizeci de milioane de franci. În trenul spre Paris, pentru a nu trezi suspiciuni, nu are de ales decât să amenințe cu arma lui un onorabil profesor de filozofie, Justin Mignonnet, ca să-i ducă prada. Pentru a se asigura că returnează banii, îi ia actele și îl face să promită că va fi prezent la programarea de schimb de la hotelul Pigalle a doua zi. Complet pierdut, Mignonnet decide să se supună ordinelor, dar tocmai în momentul în care este pe cale să returneze banii, o tânără, membră a bandei inamice, vine să-i încaseze...

## Distribuție
- Fernandel – Justin Migonnet, profesor de filozofie la Arles
- Barbara Laage – Rita, tânăra femeie
- Georges Wilson – Monsieur A, un șef de bandă
- Marcel Bozzuffi – Toni, gangsterul cu sacoșa
- Claude Pieplu – Oxner, un participant la congres
- Hélène Duc – Edmée, o participantă la congres
- Monique Vita – Cécile, o angajată a hotelului Pigalle
- Hélène Tossy – Louise, patroana de la hotel Pigalle
- France Asselin – Marie, un ascultător
- Pomme – un patron
- François Darbon – Amédée, secundul lui Monsieur A
- Albert Michel – Filâtre, un participant la congres
- Georges Géret – Jo
- Jacques Seiler – Drăguțul
- Charles Moulin – turcul
- Guy Mairesse – Louis, celălalt călător cu geantă
- Robert Arnoux – directorul de la Socorep
- Pierre Mirat – patronul hotelului Cujas
- Marcel Pérès – Albert, agentul de la circulație
- René Alié – Julien, comisarul de poliție
- Jean Marosi – Edouard Colin, un supraveghetor
- Michel Thomass – Luigi, șoferul rus
- Gérard Darrieu – un agent
- Paul Mercey – șoferul-mecanic
- Luc Andrieux – agentul de la parcare
- Marcel Rouzé – Jean, un inspector
- Henri Maïk – Emile, marinarul
- Christian Brocard – Pierre, jurnalistul
- Emile Genevois – agentul biciclist
- Henri Lambert – un agent
- Andrès – un voiajor
- Bruno Balp – Henri
- Francis Lax – Robert
- Billy Nencioli – Max
- Lucien Camiret – Pep
- Albert Rémy – Bob
- Paul Pavel – Peter
- Jimmy Perrys – un bărbat în sala de așteptare
- François Cadet – un agent
- Jean-François Rémi – Doinel, un inspector
- Jacques Herlin –

## Lansare
Filmul Caidul a avut premiera în Franța pe data de 15 noiembrie 1960.
În România premiera filmului a avut loc la data de 21 decembrie 1961 la cinematografele „București”, „Gheorghe Doja” și „Barbu Delavrancea” din capitală.